# Maia Weinstocková
Maia Weinstocková je americká vědecká novinářka a nadšená návrhářka modelů ze stavebnice Lego, která žije v Cambridge ve státě Massachusetts. V roce 1999 absolvovala Brownovu univerzitu a je zástupkyní šéfredaktora MIT News.

## Životopis
Než začala pracovat na MIT, působila ve společnosti BrainPOP, byla redaktorkou serveru SPACE.com a dalších vědeckých časopisů.
V roce 2014 Judith Newmanová z deníku The New York Times zmínila Weinstockovou jako „wikipedistku, která se zasloužila o zvýšení povědomí“ o genderové nevyváženosti ve Wikipedii. Její článek o způsobech určení encyklopedické významnosti na Wikipedii okamžitě vyprovokoval ostatní editory k vytvoření článku o Newmanové.
Kromě své práce redaktora je Weinstocková již řadu let editorkou Wikipedie. Podílela se na snaze o snížení genderové nevyváženosti mezi editory i tématy článků, které se v této online encyklopedii vyskytují. Její činnost zahrnuje i práci na editatonech v rámci Dne Ady Lovelace.
Jako fanoušek minifigurek Lega je začala sestavovat pro žijící vědce, z nichž první byla její kamarádka Carolyn Porcová. Reportér listu Boston Globe popsal byt Weinstocké jako „hromady hlav a účesů, torz, nohou a rukou, zmenšenou Frankensteinovu dílnu uloženou v malých plastových boxech“. Nakonec do soutěže Lego Ideas přihlásila projekt "Liga právníků", který tvořil model soudní síně postavené z kostek Lega a miniaturní postavy Sandry Day O'Connorové, Ruth Bader Ginsburgové, Sonii Sotomayorové a Eleny Kaganové. Společnost LEGO její model odmítla jako příliš politický, což vedlo k větší medializaci projektu a nakonec k přihlášení dalšího modelu s typizovanými soudci.
V březnu 2017 společnost Lego oznámila, že bude vyrábět sadu „Women of NASA“ podle návrhu Weinstockové. Stavebnice s číslem 21312 obsahuje čtyři průkopnice NASA, astronomku a pedagožku Nancy Grace Romanovou, počítačovou specialistku a podnikatelku Margaret Hamiltonovou, astronautku, fyzičku a podnikatelku Sally Rideovou a astronautku, fyzičku a inženýrku Mae Jemisonovou, spolu s modelem raketoplánu, Hubbleova teleskopu a diorámou řídícího kódu programu Apollo.